# 練馬白山神社の大ケヤキ
練馬白山神社の大ケヤキ（ねりまはくさんじんじゃのおおケヤキ）は、東京都練馬区練馬の白山神社境内にあるケヤキの大木。2本が国の天然記念物に指定されていたが、現在は1本しか残っていない。

## 概要
白山神社境内の石段の上下に各々あったが、石段上のケヤキは2016年に伐採された。
- 石段上のケヤキ - 樹高14メートル、幹周り7.2メートル、推定樹齢700-800年[1]。
- 石段下のケヤキ - 樹高19メートル、幹周り8メートル[2]。都内最大のケヤキ[2]。

## 歴史
- 1083年（永保3年） - 源義家が後三年の役で東北地方へ向かう際、豊嶋近義の居館に泊まったといわれ[3]、その際、戦勝を祈願して白山神社に奉納した苗木が育ったものと伝えられている[4]。
- 明治時代初期 - ケヤキは6本あった。
- 1940年（昭和15年）7月12日 - 石段上の木が「練馬白山神社ノ大欅」として国の天然記念物に指定された[5]。
- 1988年（昭和63年） - 練馬区登録天然記念物となった。

- 1996年（平成8年）3月29日 - 石段下の木が国の天然記念物に追加指定された。
- 2016年（平成28年） - 大型台風による幹折れ被害のため、石段上の木がやむなく伐採された[2]。

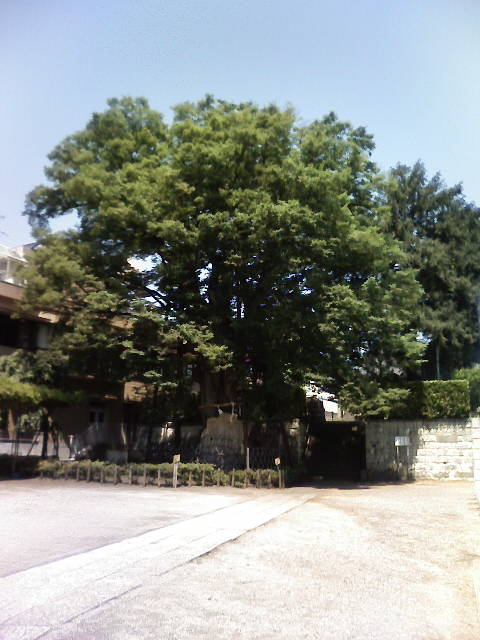
2008年撮影。石段上に伐採前のケヤキが残っている。

## 所在地
- 東京都練馬区練馬四丁目2（白山神社境内）